# Битва под Ленино
Битва под Ленино — сражение 12—13 октября 1943 года неподалёку от посёлка Ленино (Могилёвская область, БССР) между 33-й армией Западного Фронта под командованием генерала Гордова, в состав которой входила 1-я польская пехотная дивизия имени Тадеуша Костюшко, и силами вермахта.
Битва являлась частью Оршанской наступательной операции. Она стала первым сражением польских соединений в ходе Великой Отечественной войны. Битва под Ленино — один из наиболее противоречивых и широко обсуждаемых эпизодов новейшей польской истории. До 1989 года к дате сражения в ПНР был приурочен День Народного Войска Польского (с 1992 года праздник Войска Польского отмечается в годовщину Варшавской битвы 1920 года). После падения коммунистического режима в Польше отношение к битве и её влиянию на последующую историю Польши изменилось на в основном негативное.

## Приезд польских частей на фронт
Планировалось, что учёба 1-й польской дивизии будет завершена к 15 сентября 1943 года. Отправка соединения на фронт в этом случае могла совпасть с 4-й годовщиной нападения СССР на Польшу. Чтобы этого избежать, Зыгмунт Берлинг и Ванда Василевская отправили Верховному Главнокомандующему прошение: «В связи с тем, что на 1 сентября приходится годовщина нападения Германии на Польшу, горячо просим разрешить 1-й польской дивизии им. Т. Костюшко выступить на фронт в этот день». Очевидно, Сталин согласился с этим предложением.
1 сентября 1943 года костюшковцы выехали на фронт, несмотря на то, что их обучение так и не было завершено. Путь дивизии до фронта составил 400 км и проходил через Коломну, Москву, Можайск, Гжатск и Вязьму. Миновав эти населённые пункты, польские солдаты были расквартированы в помещениях, ранее занятых немецкими частями, в окрестностях сёл Степанково, Юркино, Семлёво, Селиваново и Богдановка.
В новом районе дислокации, находящемся в 100 км от линии фронта, дивизия перешла в оперативное подчинение командующего Западным фронтом генерал-полковника Василия Даниловича Соколовского. Польские солдаты должны были закончить начатую в селецких лагерях боевую подготовку, а также ознакомиться с новыми тактическими приёмами и методами ведения боевых действий, которые были разработаны Советской Армией на основе опыта, полученного в первой половине 1943 года, особенно в сражениях на Курской дуге.
В числе нововведений были прекращение существования неэшелонированных подразделений малого размера, уменьшение полосы наступления дивизии с 3-4 до 1,5 км, введение вторых эшелонов на уровне дивизии и организация трёхэшелонированного состава на уровне полка. Новые методы, которые надо было освоить польским солдатам, включали также организацию пехотного наступления прямиком за создаваемым артиллерией огненным валом.
23 сентября 1943 года 1-я польская дивизия начала марш в западном направлении по так называемому «варшавскому шоссе». Перегруппировка проводилась в тяжёлых погодных условиях, переходы в основном были ночными, дивизии приходилось двигаться по заболоченным и разбитым дорогам. Дорога протяжённостью 250 км проходила через Кубино, Сафоново, Ярослав, Смоленск, Красное. В конце сентября к дивизии присоединилась 1-я танковая бригада, выдвинувшаяся 22 сентября из лагерей в районе Белоомута и железнодорожным транспортом переброшенная к фронту.
Во время марша командование дивизии получило приказ перейти в подчинение командарму 10-й гвардейской армии генерал-лейтенанту К. П. Трубникову. В составе этой армии дивизия должна была принять участие в основных сражениях Оршанской операции; её задачей было уничтожение немецкого опорного пункта в деревне Ляды. Однако вскоре поступил новый приказ, согласно которому дивизия усиливала 33-ю армию, передавшую 10-й гвардейской большинство своих частей и действовавшую на отвлекающем направлении. Основным заданием 33-й армии была имитация массированного наступления — командование планировало связать немецкие силы боем на второстепенном участке и не дать противнику возможности перебросить их на главное направление, против 10-й гвардейской армии. Советская Армия широко использовала такую практику, но польским военачальникам об этом никто не сообщил.

## Положение на центральном участке Западного фронта
Осенью 1943 года основной стратегической целью для обеих противоборствующих сторон на восточноевропейском театре войны был Днепр. Для немецких войск одна из самых длинных и широких рек Европы могла стать отличным оборонительным рубежом; укрепившись на его берегах, немцы могли бы изменить характер военных действий на сугубо позиционный.
Используя высокий западный берег реки и её бесчисленные притоки, германское командование организовало глубоко эшелонированную линию обороны над Днепром и его восточным побережьем, опиравшуюся также на реки Сож, Мерея, Проня и железную дорогу Витебск-Орша-Могилёв. Эта оборонительная линия получила в руководстве Вермахта название «Восточного вала». Главной целью немцев было остановить длившееся с июля 1943 года наступление советских войск, а затем перейти в контрнаступление против ослабленных и измотанных преодолением естественных водных преград советских частей.
Генеральный штаб Вооружённых сил СССР разработал план осеннего наступления, согласно которому предполагалось освободить большие территории Украины и Белоруссии от оккупации. 9 сентября издана директива, предписывавшая быстро и неожиданно, даже прямо с марша, проводить форсирование водных преград. Так началась битва за Днепр, одна из наитруднейших и наиболее хорошо организованных операций Второй мировой войны. Войска Западного фронта, среди которых должна была пройти боевое крещение 1-я пехотная дивизия им. Т. Костюшко, играли важную роль в этом сражении.
С 7 августа советские части непрерывно наступали, освободив Ельню (30 августа) и Ярцево (19 сентября), а 25 сентября выбили немцев из стратегически важного Смоленска. К 2 октября войска Западного фронта вышли на линию Рудня—Ляды—Ленино—Горки—Чаусы. Главной целью Западного фронта на начало октября 1943 стало ликвидация немецкого плацдарма, ограниченного на восточной стороне Днепра деревнями Ляды и Лоево. Верховное командование ожидало от военачальников Западного фронта ликвидации всей немецкой обороны в районе так называемой «смоленской стены». Успех этой операции должен был способствовать наступлению в направлении Вильнюса и Минска. Ради этого советские войска должны были освободить два сильных оборонительных узла, удерживавшихся противником — Могилёв и Оршу.
30 сентября военный совет Западного фронта представил Генеральному штабу план дальнейшего наступления. В документе подчёркивалось, что немецкое командование предпринимает огромные усилия для остановки продвижения советских войск. Командование фронта планировало прорвать немецкую оборону на рубежах рек Мерея и Проня к 1 октября, а затем, ещё до середины октября, форсировать Днепр. Для реализации этого замысла командование фронта просило прислать большое количество подкреплений; эта просьба удовлетворена только частично.
3 октября главные силы фронта в составе 10-й гвардейской, 21-й и 33-й армий перешли в наступление, остановленное немцами на линии Восточного вала. Ставка приказала перенести главный удар наступления из центра на правое крыло фронта, на север от Днепра. Благодаря этому войскам фронта не пришлось бы форсировать Днепр, а Орша оказалась бы освобождена ударом с северо-востока. По решению командования фронта, 21-я и 33-я армии, действовавшие в центре фронта, передали часть своих сил армиям правого фланга.

## Характеристика территории и немецкой обороны
Территория, на которой должна была действовать 33-я армия, а в её составе и 1-я польская дивизия, плохо подходила для наступления. Между участком, с которого должна была наступать дивизия, и немецкими позициями находилась долина шириной в несколько сот метров, посреди которой протекала река Мерея. Форсировать саму реку не составило бы труда — её ширина составляла 3—5 метров, а глубина была небольшой. Настоящую преграду представляла собой долина реки, в результате осенних дождей превратившаяся в мягкое торфяное болото, которое без проведения предварительных инженерных работ было непроходимо для танков и тяжёлой техники.
На западной стороне долины, где расположились части Вермахта, находились две высоты — 217,6 и 215,5 метров; через их склоны проходил передний край немецкой обороны. Эти высоты предоставляли противнику возможность наблюдения за позициями польской дивизии на расстояние до 5 км. Находившиеся к западу от Мереи населённые пункты Ползухи, Тригубово, Пуничи легко было превратить в отличные защитные пункты, укрепляющие общую линию немецкой обороны.
Местность к востоку от реки, где размещались части 1-й дивизии, представляла собой открытую безлесную равнину. Только на расстоянии в 2-3 км от Мереи находились заросли кустарника, овраги и молодой лес, позволяющие укрыть тяжёлое вооружение и части второго эшелона. На территории размещения польских частей располагалось скалистое взгорье, позволявшее наблюдать за противником на расстояние до 4 км.
Характер рельефа благоприятствовал обороняющейся стороне и создавал дополнительные трудности наступающей. На направлении действия 33-й армии оборонялся 39-й танковый корпус немцев под командованием генерала Роберта Мартинека, входивший в состав 4-й полевой армии группы армий «Центр». Соединения и части Вермахта состояли из одной штурмовой и трёх пехотных дивизий, одной гренадёрской танковой дивизии и отряда СС. Поддержку войскам генерала Мартинека оказывали также артиллерийские, дополнительные танковые части и авиация.
В полосе наступления 1-й польской дивизии оборонялись части 337-й пехотной дивизии генерал-лейтенанта Отто Шюнемана, реорганизованной в октябре 1943 года и пополненной уцелевшими бойцами 113-й пехотной дивизии. В состав вновь сформированной 337-й дивизии входили:
- командование и службы 337-й пехотной дивизии;
- 313-й и 688-й гренадерские полки;
- 113-я дивизионная боевая группа;
- 337-й полк полевой артиллерии;
- 337-й моторизованный противотанковый артиллерийский батальон;
- 337-й фузилёрный батальон;
- 337-й сапёрный батальон;
- 337-й батальон связи;
- 337-й резервный батальон;
- отряды обеспечения и обслуживания.

На вооружении дивизии находились 595 пулемётов, 76 тяжёлых и лёгких миномётов, 137 орудий различного калибра и 18 огнемётов. После реорганизации она была пополнена до необходимого уставного состава как живой силой, так и техникой, поэтому ко дню битвы под Ленино считалась полноценным тактическим соединением.
Немецкая оборона состояла из двух позиций. Первая из них находилась на высотах 217,6 и 215,5 и занимала три траншеи. Опорным пунктом второй, двухтраншейной, была деревня Пуничи. Немецкие части занимали хорошо подготовленные, построенные под наблюдением инженеров позиции, являвшиеся частью линии Пантеры. Общая численность войск Вермахта в полосе наступления 33-й армии составляла 20 тысяч солдат. Разгром столь значительных сил для ослабленной советской дивизии был практически невыполнимой задачей.

## Задачи 1-й польской пехотной дивизии и общие задачи армии
7 октября 1943 года командир 1-й польской дивизии генерал Берлинг и его заместитель подполковник Сокорский были вызваны в штаб 33-й армии генерала Гордова. Перед 33-й армией ставились следующие задачи: прорвать оборону 39-го танкового корпуса вермахта на пятикилометровом отрезке от Сукино до хутора Романово; выйти к берегу Днепра, захватить переправу и занять плацдарм на противоположном берегу реки, к югу от Орши. Провести эту операцию должны были десять стрелковых дивизий, механизированный корпус, отдельная танковая бригада, три полка противотанковой артиллерии, семь артиллерийских бригад, три артиллерийских полка, один миномётный полк, полк армейской разведки, пять сапёрных и три понтонно-мостовых батальона.
1-й польской дивизии поручалось действовать в первом эшелоне, в центре боевых порядков армии.
В качестве поддержки 1-й польской пехотной дивизии приданы:
- 67-я гаубичная артиллерийская бригада[10];
- полк лёгкой артиллерии из состава 144-й стрелковой дивизии[10];
- полк лёгкой артиллерии из состава 164-й стрелковой дивизии[10];
- 538-й миномётный полк[10];
- 298-й сапёрный батальон[10].

Кроме того, наступление 1-й польской пехотной дивизии должна была поддержать корпусная артиллерийская группа (4 гаубичные артиллерийские бригады, 2 артиллерийских полка, 2 бригады и один полк гвардейских миномётов) и авиация.
Задачей польских частей был прорыв обороны противника на двухкилометровом участке от деревни Ползухи до высоты 215,5. Затем дивизии следовало организовать наступление в западном направлении с целью достижения рубежа реки Пневка, чтобы позднее атаковать в направлении сёл Лосево и Чурилово.
42-я стрелковая дивизия генерал-майора Н. Н. Мультана, чьи позиции располагались справа от польской дивизии, а также 290-я дивизия генерал-майора И. Г. Гаспаряна, занимавшая позиции слева от неё, получили аналогичные приказы в своей полосе наступления.
9 октября дивизия достигла нового района — окрестностей населённых пунктов Ладище, Захвидово, Буды, Паньково. Генерал Берлинг начал проводить рекогносцировку, которая оказалась прервана артиллерийским обстрелом со стороны немецких частей. Таким образом, полностью изучить оборону противника в долине Мереи польским войскам не удалось. На следующий день командир дивизии изложил генералу Гордову свои соображения относительно плана наступления, после чего приказы разосланы в части.
Польская дивизия шла в свой первый бой в полном штатном составе, усиленная полком средних танков, ротой противотанковых ружей, фузилёрной ротой 1-го женского батальона и заградительным отрядом. Общая численность личного состава дивизии вместе с 1-м танковым полком к 11 октября составляла 12 683 человек, в том числе 994 офицера, 2560 подофицеров и 9129 рядовых. Несмотря на то, что количество личного состава превышало штатное, дивизии не хватало 100 офицеров и 918 подофицеров. Польские части имели на вооружении 41 танк, 335 противотанковых ружей, 391 орудие разных калибров, 1724 автомата и 673 пулемёта.
В связи с тем, что большинство польских офицеров, находившихся на территории СССР, ушли с армией Андерса в Иран или погибли в Катыни, среди нового контингента добровольцев ощущалась явная нехватка бывших командиров, имевших боевой опыт. К 6 июля 1943 года в 1-й польской дивизии только 195 офицеров, то есть примерно пятая часть штатного количества. Для обучения командиров на месте была организована дивизионная школа подхорунжих. За восемь недель она подготовила 153 хорунжих и 12 подхорунжих. Значительную помощь в комплектовании командного состава польских частей оказала Красная Армия: по просьбе командования дивизии советское правительство отправило в неё до конца войны большое количество офицеров (в основном поляков по происхождению). До 6 июля 1943 года их прибыло более 450 человек, что составляло примерно две трети всего офицерского состава дивизии.
Личный состав и вооружение дивизии по сравнению с соседними по фронту соединениями (42-й и 290-й дивизиями, которые насчитывали, соответственно, 4646 и 4345 солдат) были значительнее, что позволяло говорить о польских частях как об отборных формированиях. Перед боем дивизия распределена по позициям в соответствии с новыми тактическими теориями. На правом крыле наступал 2-й пехотный полк подполковника Гвидона Червинского, на левом — 1-й пехотный полк подполковника Франциска Деркса, второй эшелон составил 3-й пехотный полк подполковника Тадеуша Пиотровского. Глубина ближайшей задачи для полков первого эшелона составляла 1,5 км, глубина рубежей последующей задачи — 7 км.
Общий замысел наступления (как для 1-го, так и для 2-го полков) предполагала прорыв обороны противника силами одного батальона с последующим введением в бой остальных батальонов и занятием указанных рубежей. Главными целями 2-го полка являлись деревни Ползухи и Пуничи, а действия 1-го полка были направлены на овладение высотой 215,5. Важную задачу в предстоявшем сражении получили и танковые части: поротно они должны были поддерживать пехоту на поле боя.
Временем готовности к наступлению генерал Гордов назначил 20 часов 11 октября. Наступление должно было начаться после стоминутной артподготовки. В ночь с 9 на 10 октября 1943 года 1-й батальон 1-го полка майора Бронислава Лаховича сменил на позициях советский батальон 459-го стрелкового полка 42-й стрелковой дивизии, а 1-й батальон 2-го полка капитана Славинского занял свой участок на сутки позднее. В ночь с 10 на 11 октября по приказу командарма проведена разведка боем против фланга немецкой обороны. Благодаря этому удалось составить схему вражеских укреплений, но в то же время польские части демаскировали свои намерения.
Вечером 11 октября генерал Берлинг получил приказ от командарма о новой разведке боем, назначенной на 6 часов 12 октября. Её планировалось провести силами батальона пехоты при поддержке артиллерийского дивизиона. Польский комдив пытался настоять на организации разведгрупп, однако генерал Степан Киносьян отказал ему в этом, заявив, что разведка может перерасти в общее наступление всей дивизии.
Известно, что накануне боя на сторону вермахта перешли некоторые солдаты 1-й польской дивизии (численностью до нескольких десятков), проинформировавшие немцев о готовящемся наступлении советских войск и указавшие место расположения штаба 33-й армии. Зная, что в атаку пойдёт польская дивизия, немцы начали транслировать пропагандистские передачи на польском языке, во время которых проигрывали запись мазурки Домбровского, а также призывали польских солдат переходить на их сторону, расправляться с коммунистами, евреями и политработниками.

## 12 октября 1943 — первый день битвы
12 октября 1943 года, в соответствии с приказом командования, в 5:55 утра начался пятиминутный артобстрел немецких позиций, после которого 1-й батальон 1-го полка под командованием майора Лаховича начал атаку. Из-за сильного обстрела она захлебнулась; понёсший большие потери батальон залёг у подножья высоты 215,5, окопался и стал ждать начала главного наступления.
В соответствии с принятым планом артподготовка наступления должно было начаться в 8 часов 20 минут и длиться 100 минут. Однако из-за густого тумана, опустившегося на долину Мереи и затруднявшего наблюдение, её начало перенесено на 9 часов 20 минут. Именно в это время начала работать артиллерия, однако менее чем через 40 минут обстрел прекратили по приказу Гордова, посовещавшегося с командующим артиллерии армии, генерал-лейтенантом Бодровым. Гордов бросил в бой стрелковые части, предписав артиллеристам организовать ограниченный огненный вал для поддержки наступления.
В 10:30, по сигналу зелёной ракеты, 1-й, а затем и 2-й пехотные полки начали атаку на немецкие позиции. Батальоны первого эшелона шли на немецкие траншеи цепями; в историю вошла фраза одного из советских наблюдателей: «Молодцы поляки, во весь рост идут!». Около 11:00 первые батальоны заняли переднюю линию немецких траншей. Соседние советские дивизии, напротив, не добились никаких успехов в атаке. 42-я дивизия залегла у подножья высоты 217,6, а 290-я — в 200 метрах от переднего края немецкой обороны.
После овладения первой линией немецких позиций у польских частей появилась возможность выполнить поставленную перед ними задачу по занятию населённых пунктов. 1-й полк должен был занять Трегубово, а 2-й — Ползухи. Село Трегубово было важным пунктом в системе обороны соединений Вермахта, и его взятие обеспечило бы успех дальнейших действий 1-го полка. Первую атаку на эту позицию провёл батальон майора Лаховича, который погиб в бою, как и его заместитель поручик Пазинский. Тем не менее, батальон продолжал наступление, заняв позицию у тропинки, связывавшей Трегубово с высотой 215,5. Немцы вынуждены были отступить из села и попытались контратаковать на левом фланге батальона, но были отбиты благодаря вступлению в бой 2-го батальона поручика Вишневского. Некоторое время поляки боролись за позицию, несколько раз переходившую из рук в руки, но по причине отсутствия поддержки от 855-го полка 290-й дивизии, а также из-за того, что боеприпасы подошли к концу, отошли, закрепившись на восточной окраине села. Около 14:00 непрекращающиеся немецкие атаки привели к большим потерям в батальонах 1-го полка, который спасло от разгрома принятие командования полковником Киневичем. Из-за больших потерь, особенно в командном составе, полк перешёл к обороне на фланговой стороне высоты 215,5.
В полосе наступления 2-го полка главную роль играл населённый пункт Ползухи. Овладение этой деревней гарантировало дальнейшее продвижение и выполнение задач, поставленных перед всей дивизией. 1-й батальон капитана Славинского быстро захватил вторую линию немецких окопов, а следующие линии немецких позиций располагались на безымянной высоте. Рота правого фланга подошла к Ползухам, когда остальные подразделения ещё находились в районе Пуничей. В это время враг попробовал применить хитрость, изобразив отступление одновременно с нападением боевых групп на поляков из засад. Этот манёвр провалился, поскольку польские солдаты дали отпор. Подполковник Червинский решил атаковать деревню с трёх сторон. 2-й батальон поручика Якименко наступал с востока, 3-й капитана Карповича атаковал после глубокого обхода с юго-запада, 1-й капитана Славинского — с юга. Бои у Ползух, как и у села Трегубово, носили ожесточённый характер, однако в 14:00 батальон Якименко занял опорный пункт немцев.
Около полудня, когда распогодилось, появилась немецкая авиация. Самолёты Ю—88 и Ю—87 начали атаки на польскую пехоту, лишённую зенитного прикрытия, заходя группами по 12-24 машины. Также целью немецких лётчиков были переправы через Мерею. К 11:00 в бой вступили танки. Первой к переправе подошла 2-я танковая рота подпоручика Яна Калинина, но из-за плохого качества переправы пять танков застряли в долине, ещё два остановились, обездвиженные, а оставшиеся три танка двинулись к переправе около Ленино. Часом позже переправу начала 4-я танковая рота Т-70, однако и из её состава форсировать реку удалось только двум танкам.
В 12:10 к переправе подошла 1-я рота поручика Павла Мишуры. Она была вынуждена отправиться к мостику, приготовленному сапёрами для 5-го механизированного корпуса. К 15:00 через Мерею удалось переправить 5 танков; к вечеру 1-й танковый полк сумел переправить на западный берег реки половину своих танков, потеряв пять из них. Можно утверждать, что по указанным причинам танки не принимали участия в сражении, а их отсутствие на поле боя было весьма ощутимо.
В 14:00 польское наступление остановлено и начались схватки за удержание занятых позиций. На левом фланге вновь вспыхнули жестокие бои за Трегубово. Немцы, подтянув значительные силы, организовали мощные атаки на польские позиции, сдержать которые удалось только благодаря отличному расположению артиллерии под командованием полковника В. Бевзюка.
Немцы, атакуя с высоты 217,6 при поддержке с воздуха, к закату выбили поляков из Ползух. Вечером генерал Берлинг приказал вернуть контроль над деревней. На левом фланге, по просьбе полковника Киневича, обескровленный 1-й полк отведён во второй эшелон, а в первый выдвинут 3-й полк подполковника Тадеуша Пиотровского. Солдаты этого полка сумели занять высоту 215,5, а также безымянную высоту, и закрепиться на них.
По приказу комдива 2-й и 3-й полки, поддержанные 3-й танковой ротой (16 танков), провели ночную атаку. Однако она не дала заметного продвижения, так как немцы, желая вернуть утраченные позиции, перебрасывали подкрепления в обороняемый район. Под покровом ночи также упорядочены стыки, пополнены боеприпасы и питание, эвакуированы раненные.
После первого дня сражения генерал Берлинг оценивал ситуацию, сложившуюся в подразделениях, как крайне тяжёлую. В своих воспоминаниях он писал, что считал битву 33-й армии проигранной в первой фазе. Её повторение на следующий день противоречило здравому смыслу. Чтобы добиться успеха, требовалось провести множество изменений. Тем не менее, несмотря на большие потери, понесённые дивизией, генерал Гордов приказал продолжить атаку на следующий день. Перед её началом он запланировал 20-минутную артподготовку. Берлинг писал: «Гордов, невзирая на мотивы его поступков, невзирая на то, был ли он дураком или сумасшедшим — был мерзавцем».
Используя ночную тьму, активно действовали разведывательные подразделения. Отдельная разведывательная рота дивизии совершила смелый рейд в тыл врага, дойдя до села Трегубово, и стремительным налётом уничтожила штаб немецкого дивизиона. Захватив карты с нанесённой на них схемой размещения огневых точек противника, рота вернулась в своё расположение.
Как оказалось, по ту сторону линии фронта было довольно много польских «фольксдойче», призванных в Вермахт из отторгнутых от Польши западных земель. Ночью, используя польскую речь, они проникли на позиции 1-й дивизии и внезапно атаковали солдат. В темноте трудно было различить, где свои, а где враги; в результате немало костюшковцев погибло от рук провокаторов, но и сами они были уничтожены.

## 13 октября 1943 — второй день битвы
В соответствии с общим планом, боевые задачи для 1-й пехотной дивизии на 13 октября 1943 года не изменились. 3-й пехотный полк должен был продвигаться в западном направлении — на хутор Юрково и поселение Малый Дятел, а 2-му пехотному полку после взятия Ползух следовало продолжать наступление на Пуничи. Ранним утром 13 октября, по указанию генерала Бодрова, дивизии первого эшелона, в том числе 1-я польская, получили недостающие боеприпасы и амуницию от советских частей, которые не принимали участия в бою.
В 8:00, после артподготовки, длившейся не более 15 минут, началось наступление во всей полосе действия 33-й армии. 2-й пехотный полк в 8:00 начал продвижение к деревне Ползухи, однако в 10:30 вынужден был перейти к обороне, поскольку войска противника оказали значительное сопротивление, а с неба их поддержала немецкая авиация, в течение дня совершившая 23 налёта силами от 5 до 50 машин. 3-й полк также оказался не в состоянии проводить наступательные действия.
Генерал Берлинг отдал приказ закрепиться на занятых позициях и идти вперёд только после получения соответствующего приказа. Вскоре он был вызван для объяснений в штаб армии к генералу Гордову, где между командирами произошёл разговор на повышенных тонах.
13 октября в 17:00 комдив получил радиограмму из штаба армии, в которой сообщалось, что ночью с 13 на 14 октября польские подразделения сменит советская 164-я стрелковая дивизия. Последним успехом костюшковцев стало взятие Ползух силами 2-го пехотного полка вечером 13 октября.

## Отвод польских частей с фронта
Не до конца понятно, по чьей инициативе 1-ю польскую дивизию вывели с фронта. Станислав Яцинский приписывает это командарму 33-й армии генералу Гордову, а некоторые другие историки полагают, что это произошло вследствие телефонного разговора Ванды Василевской со Сталиным.
14 октября 1-я польскую дивизию сменила на позициях 164-я советская. До 18 октября польские части находились во втором эшелоне армии и дислоцировалась в районе населённых пунктов Николаевка, Слободка, Захвидово, Борсуки. Бои на участке 33-й армии, в составе которой сражалась 1-я польская дивизия, продолжались до 18 октября, после чего угасли. Немцы удерживали этот важный рубеж обороны до июня 1944 года, когда советские войска прорвали его в рамках операции «Багратион».

## После битвы
1-я польская пехотная дивизия им. Т. Костюшко потеряла в ходе битвы под Ленино примерно 3 тысячи бойцов. Погибли, умерли от ран или болезней 510 человек (51 офицер, 116 подофицеров, 343 рядовых). Ранения получили 1776 солдат, пропали без вести 652 человека, попали в плен — 116.
Дивизия лишилась 27 % личного состава, что превышает в процентном отношении потери II Польского Корпуса в битве при Монте-Кассино (860 убиты, 2822 ранены и 97 пропали без вести). Однако с советской точки зрения такие потери при сложившейся ситуации были «нормальными» — так их охарактеризовал В. М. Молотов в телефонном разговоре с Вандой Василевской.
Немцы в боях с поляками потеряли 1500 человек убитыми и ранеными, 326 пленными, 42 миномёта и орудия, 2 танка, 5 самолётов. Войска Вермахта применяли на этом участке фронта новейшие образцы техники: танки «Тигр», самоходные орудия и шестиствольные миномёты «Nebelwerfer».
В воздушных боях принимала участие и французская эскадрилья «Нормандия», потерявшая в ходе сражения двух лётчиков.
За мужество и героизм польские военнослужащие были награждены 239 советскими и 247 польскими орденами и медалями. 185 человек были награждены медалью Заслуженным на поле Славы, 16 человек стали кавалерами военного ордена Виртути Милитари 5-го класса (впервые в Польских Вооружённых Силах в СССР), 46 человек были награждены Крестом Храбрых.
Капитанам Юлиушу Хибнеру и Владиславу Высоцкому (посмертно), а также рядовой Анеле Кживонь (посмертно) было присвоено звание Героя Советского Союза.
Сражение стало новой точкой отсчёта в истории вооружённых сил послевоенной Польши. С 1950 по 1991 год её годовщины отмечались как день Войска Польского. Первая дивизия разрослась в 1-й польский корпус, а затем и в 1-ю Армию Войска Польского, окончившую войну в поверженном Берлине.
Вклад польских воинов в победу получил высокую оценку: более 5 тысяч военнослужащих и 23 соединения и части Войска Польского были награждены советскими орденами, 13 раз Войско Польское было отмечено в приказах Верховного Главнокомандующего Вооружёнными Силами СССР. Лучшие его бойцы принимали участие в Параде Победы на Красной площади 24 июня 1945 года.

## Политическое значение битвы
Важным было и политическое значение битвы. Сталин использовал первое сражение костюшковцев и понесённые ими большие потери для пропаганды нового польского военного соединения. Присутствие дивизии на фронте подняло значение «Союза польских патриотов» и снизило влияние польского правительства в Лондоне. Западным политикам в преддверии Тегеранской конференции было показано существование в СССР польских сил, располагающих собственной армией, способной принять участие в освобождении Родины. С этой точки зрения, в глазах Сталина и польской левицы, битва стала большим успехом.
Польский автор Якуб Зыска утверждает, что пропагандистское значение сражения проявилось и в том, что после него родился миф о «польско-советском братстве по оружию».

## Память
В деревне Ленино был создан памятник сражению и открыт Музей советско-польского боевого содружества.
В 1968 году декретом Госсовета ПНР деревня Ленино была награждена орденом «Крест Грюнвальда» 2-го класса.
Указом Сейма Польской Народной Республики от 26 мая 1988 года был учреждён крест «За битву под Ленино».
Село Трегубово, за которое поляки вели тяжёлые бои, было переименовано в Костюшково.
В Варшаве и Гданьске есть улицы Битвы под Ленино (пол. ulica Bitwy pod Lenino). Аналогичная улица существовала и в Кракове в 1953—1990 годах (позднее ей возвращено имя Миколая Зыбликевича).

## Отражение в культуре и искусстве
- Н. В. Овечкин. картина «Бой под Ленино» (СССР, 1970)
- польский фильм 1978 года[31] (в 1982 расширен в телесериал[32]) «До последней капли крови» (пол. Do krwi ostatniej) режиссёра Ежи Гофмана[33].